# 花代 (花街)
花代（はなだい）とは、行事や催し物を行うにおいて、寸志を出す、寄付を募ること。お花も参照。
芸妓･舞妓などを呼んで置屋や茶屋、料亭で宴席を設ける場合の代金。花街では、華やかな花に見立てて「花代」と呼ぶようになった。玉代（ぎょくだい）とも言い、かつては線香代（せんこうだい）とも呼ばれた（線香を使って宴席時間を計ったため）。これとは別に芸妓・舞妓の伎芸に対しては「ご祝儀」が支払われることが一般的である。